# Cassandra Nova
Cassandra Nova Xavier és una superdolenta fictícia que apareix als còmics nord-americans publicats per Marvel Comics. Creada pel guionista Grant Morrison amb el dibuixant Frank Quitely, va aparèixer per primera vegada al número 114 de New X-Men al juliol del 2001.
Cassandra és una "mummudrai", una forma de vida parasitària que neix sense cos al pla astral. La que hauria estat la germana bessona del fundador dels X-Men, el telèpata Charles Xavier (el Professor X), va morir a conseqüència d'un assalt psíquic del seu germà quan intentà estrangular-lo mentre estaven tots dos junts a l'úter ja que el futur superheroi "va sentir la seva malevolència i la va matar", donant lloc a la seva mort fetal. Gràcies als seus poders psionics, va aconseguir crear-se un cos i es va dedicar a venjar-se del seu germà.
Cassandra Nova, interpretada per l'actriu anglesa Emma Corrin, és la superdolenta principal de la pel·lícula Deadpool & Wolverine de l'Univers cinematogràfic de Marvel (MCU), que es va estrenar a finals de juliol de 2024. Hi és líder d'un grup de mutants que compta amb diversos enemics tradicionals dels X-men com ara Juggernaut, Sabretooth, Toad, Deathstrike i Azazel.